# Édouard Michut
Édouard Michut (Aix-les-Bains, Auvernia-Ródano-Alpes, 4 de marzo de 2003) es un futbolista francés que juega en la demarcación de centrocampista para el Fortuna Sittard de la Eredivisie.

## Trayectoria
Tras empezar a formarse como futbolista en el F. C. Le Chesnay 78 y en el F. C. Versailles 78, tras seis años se marchó a la disciplina del París Saint-Germain. Finalmente hizo su debut con el primer equipo el 27 de febrero de 2021 en la Ligue 1 contra el Dijon F. C. O., sustituyendo a Danilo Pereira en el minuto 89.
El 31 de agosto de 2022 fue cedido al Sunderland A. F. C. hasta final de temporada con la opción de adquirirlo en propiedad. Disputó 28 encuentros y el club optó por no ficharlo, por lo que regresó a París. Sin embargo, en septiembre volvió a ser prestado, esta vez al Adana Demirspor. Este equipo lo acabó fichando, aunque en agosto de 2024 se marchó por impagos. Entonces estuvo un par de meses sin equipo y en noviembre se unió al Fortuna Sittard.

## Estadísticas

### Clubes
Actualizado al último partido disputado el 18 de mayo de 2025.
| Club                                                                 | Div.          | Temporada     | Liga  | Liga  | Copas nacionales | Copas nacionales | Torneos internacionales | Torneos internacionales | Total | Total | Media goleadora(3) |
| Club                                                                 | Div.          | Temporada     | Part. | Goles | Part.            | Goles            | Part.                   | Goles                   | Part. | Goles | Media goleadora(3) |
| -------------------------------------------------------------------- | ------------- | ------------- | ----- | ----- | ---------------- | ---------------- | ----------------------- | ----------------------- | ----- | ----- | ------------------ |
| París Saint-Germain Francia                                          | 1.ª           | 2020-21       | 1     | 0     | 0                | 0                | 0                       | 0                       | 1     | 0     | 0                  |
| París Saint-Germain Francia                                          | 1.ª           | 2021-22       | 5     | 0     | 2                | 0                | 0                       | 0                       | 7     | 0     | 0                  |
| París Saint-Germain Francia                                          | Total club    | Total club    | 6     | 0     | 2                | 0                | 0                       | 0                       | 8     | 0     | 0                  |
| Sunderland A. F. C. Inglaterra                                       | 2.ª           | 2022-23       | 25    | 1     | 3                | 0                | ―                       | ―                       | 28    | 1     | 0.04               |
| Sunderland A. F. C. Inglaterra                                       | Total club    | Total club    | 25    | 1     | 3                | 0                | 0                       | 0                       | 28    | 1     | 0.04               |
| Adana Demirspor Turquía                                              | 1.ª           | 2023-24       | 24    | 0     | 1                | 1                | ―                       | ―                       | 25    | 1     | 0.04               |
| Adana Demirspor Turquía                                              | 1.ª           | 2024-25       | 2     | 0     | ―                | ―                | ―                       | ―                       | 2     | 0     | 0                  |
| Adana Demirspor Turquía                                              | Total club    | Total club    | 26    | 0     | 1                | 1                | 0                       | 0                       | 27    | 1     | 0.04               |
| Fortuna Sittard · Países Bajos                                       | 1.ª           | 2024-25       | 18    | 1     | 1                | 0                | ―                       | ―                       | 19    | 1     | 0.05               |
| Fortuna Sittard · Países Bajos                                       | Total club    | Total club    | 18    | 1     | 1                | 0                | 0                       | 0                       | 19    | 1     | 0.05               |
| Total carrera                                                        | Total carrera | Total carrera | 75    | 2     | 7                | 1                | 0                       | 0                       | 82    | 3     | 0.04               |
| (3) No incluye datos de partidos amistosos ni categorías inferiores. |               |               |       |       |                  |                  |                         |                         |       |       |                    |

## Palmarés

### Campeonatos nacionales
| Título               | Club                | País    | Año     |
| -------------------- | ------------------- | ------- | ------- |
| Supercopa de Francia | Paris Saint-Germain | Francia | 2020    |
| Ligue 1              | Paris Saint-Germain | Francia | 2021-22 |